# HaMisrachi
HaMisrachi (hebräisch המזרח"י ha-MiSRaCh"I), ein Akronym (erkennbar am Schriftzeichen Gerschajim ‹"› zwischen vorletztem und letztem Buchstaben) von Merkas Rūchanī (מֶרְכַּז רוּחָנִי ‚Geistiges Zentrum‘), war eine orthodox-religiöse Partei in Israel und eine der Gründungsparteien der Nationalreligiösen Partei (Mafdal). Das Akronym ha-MiSRaCh"I ([hamizˈʀaχi]) ist außer der Silbenbetonung gleichklingend mit dem Adjektiv ha-Misrachi ([hamizʀaˈχi], הַמִּזְרָחִי ‚der Orientale/Ostler/Östliche‘ seinerzeit im Gegensatz zum westlich Säkularen).

## Geschichte
Die religiös-zionistische Misrachi-Bewegung wurde im Jahr 1902 in Vilnius gegründet. Eine der Misrachi-Bewegung nahestehende Gewerkschaft wurde im Jahr 1921 unter dem Namen HaPoʿel haMisrachi gegründet.
Im Völkerbundmandatsgebiet Palästina bildete sich aus dem palästinensischen Zweig der Misrachi-Bewegung (תְּנוּעַת הַמזרח"י Tnūʿat ha-MiSRaCh"I) heraus, die an sich weiter besteht, die Partei HaMisrachi. Die Partei beteiligte sich erfolgreich in Listenverbindungen oder allein (1920, 1925) an den Wahlen zur Repräsentantenversammlung der palästinensischen Juden 1920, 1925, 1931 und 1944. Die Repräsentantenversammlung diente als Protoparlament Israels, bis erstmals landesweit Israelis aller Bekenntnisse wählen konnten. 
An der ersten Wahl in Israel am 25. Januar 1949 nach Erklärung seiner Unabhängigkeit vom 14. Mai 1948 nahm die Partei in einem Wahlbündnis mit den Parteien Aguddat Jisraʾel, Poʿalei Aguddat Jisraʾel und HaPoʿel haMisrachi unter dem Namen HaChasit haDatit haMeʾuchedet (Vereinigte Religiöse Front) teil. Das Wahlbündnis erlangte bei der Wahl 16 Sitze in der ersten Knesset, vier davon stellte HaMisrachi und wurde somit die drittgrößte Fraktion in der Knesset nach Mifleget Poʿalei Eretz Jisraʾel (MaPA"J) und Mapam. In der ersten Koalitionsregierung unter dem Ministerpräsidenten David Ben-Gurion wurde Jehuda Leib Maimon Minister für Religion und Veteranen.
Aufgrund von unterschiedlichen Ansichten über den Religionsunterricht und die Auflösung des Ministeriums für Rationierung und Versorgung sowie die beabsichtigte Berufung eines Unternehmers (nämlich Eliʿeser Kaplan) als Minister für Handel und Industrie verließ die Vereinigte Religiöse Front die Regierungskoalition.
Nachdem die unterschiedlichen Ansichten geklärt waren, wurde, unter Beteiligung von HaMisrachi, die zweite Regierung unter Ben-Gurions Leitung gebildet. Jehuda Leib Maimon wurde wieder Minister für Religion und Veteranen.
Zur zweiten Wahl am 30. Juli 1951 trat HaMisrachi ohne Partner an und gewann zwei Sitze in der Knesset. Bei der folgenden Regierungsbildung mit Ben-Gurion als Ministerpräsident, übernahm Mordechai Nurock das Amt des Postministers und David-Zwi Pinkas dasjenige des Transportministers. Bei den Neubildungen des Regierungskabinetts 1952, 1954 und 1955 während der zweiten Legislaturperiode unterstützte zwar HaMisrachi die Regierung in der Koalition, stellte aber keinen Minister.
Bei der dritten Wahl am 26. Juli 1955 trat HaMisrachi in einem Wahlbündnis mit der Partei HaPoʿel haMisrachi unter dem Namen Nationalreligiöse Front an. Das Wahlbündnis gewann elf Abgeordnetenmandate in der dritten Knesset, davon entfielen zwei Mandate auf HaMisrachi, und wurde somit die viertgrößte Fraktion in der Knesset. 
Im Juni 1956 fusionierten die Partner des Wahlbündnisses zur Nationalreligiösen Partei, die bis zur Gründung der Partei HaBajit haJehudi (Das Jüdische Haus) am 18. November 2008, es fusionierten die Parteien Nationalen Union (NU), Moledet, Tquma und die Nationalreligiöse Partei, existierte.

## Abgeordnete in der Knesset
| Knesset (Anzahl Mandate) | Abgeordnete der Knesset                                                     | Anmerkungen |
| ------------------------ | --------------------------------------------------------------------------- | --- |
| Erste (4)                | Jehuda Leib Maimon, Mordechai Nurock, David-Zwi Pinkas, Abraham-Chaim Schag | Wahlbündnis von HaMisrachi, Aguddat Jisraʾel, Poʿalei Aguddat Jisraʾel und HaPoʿel haMisrachi mit dem Namen HaChasit haDatit haMeʾuchedet (Vereinigte Religiöse Front)                                                                                                   |
| Zweite (2)               | Mordechai Nurock, David-Zwi Pinkas (ersetzt durch Schlomo Jisraʾel Meʾir)   | |
| Dritte (2)               | Mordechai Nurock, Schlomo Jisraʾel Meʾir                                    | Wahlbündnis von HaMisrachi und HaPoʿel haMisrachi unter dem Namen Nationalreligiöse Front. Während der dritten Legislaturperiode der Knesset wurde der Name auf HaPoʿel haMisrachi-HaMisrachi geändert, bevor beide Parteien zur Nationalreligiösen Partei fusionierten. |